# スコロペンドラ・カタラクタ
スコロペンドラ・カタラクタ（Scolopendra cataracta）は、オオムカデ科オオムカデ属のムカデの一種。初めて発見された水陸両棲のムカデで、全長20センチまで大きくなる。

## 概要
大型のムカデで、20センチ程度まで大きくなる。体色は暗緑色で、脚は長い。隠れている個体を取り出すと水中に逃げる。川底を走ることもあれば、ウナギのように体を水平方向にくねらせて泳ぐこともできる。水の外では疎水性の体表から水が転がり落ち、乾いた状態になる。
本種は2001年、タイのカオソック国立公園（Khao Sok National Park）で発見され、最初の標本が得られた。ロンドン自然史博物館の昆虫学者ジョージ・ベッカローニが新婚旅行でタイを訪れた際、小川沿いにある石をひっくり返してみたところ、隠れていたムカデが森ではなく川の水中に逃げた。これを標本としてロンドン自然史博物館へ持ち帰った。この標本は博物館のコレクションの中に埋もれて過ごすこととなる。
何年か後、ベッカローニと同じ博物館に勤務するグレゴリー・エッジコムは、タイにいる教え子のワルット・シリウットと共に、あるムカデを新種として記載しようとしていた（ラオスの滝の近くから得られた2個体について、DNA鑑定によって新種であることが判明したことによる）。S. cataractaの種小名は、滝を意味するラテン語に由来する。ベッカローニが以前タイで採集した水陸両生のムカデについてエッジコムに話したところ、この標本もS. cataractaであることが確認された。
さらに、ロンドン自然史博物館のコレクションの中に本種1個体が含まれていることがわかる。1928年に採集された標本が誤って別種とみなされていたものだ。2016年、ZooKeys誌に記載される。
水生または水陸両生の無脊椎動物を捕食する目的で夜間水中に入るためこのような生態を獲得したと推定されている。本種は明らかに東南アジアの固有種であり、標本産地はラオス、タイ、ベトナムである。